# ليندسفارن
ليندسفارن تسمى بالجزيرة المقدسة (هولي آيلاند) جزيرة تقع قبالة الساحل الشمالي الشرقي لإنجلترا على بعد خمسة كيلو مترات من ساحل نورثمبرلاند، تعدّ أحد الجزر الصغيرة حيث يبلغ وطولها حوالي 5كم وعرضها 3كم وتقع على مسافة 16 كم جنوب شرقي بيرويك ـ أبون ـ تويد. تتصل الجزيرة باليابسة عند انخفاض الجزر، وفي تعداد عام 2001 كانت جزيرة ليندسفارن يبلغ عدد سكانها 162 نسمة.

## تاريخها

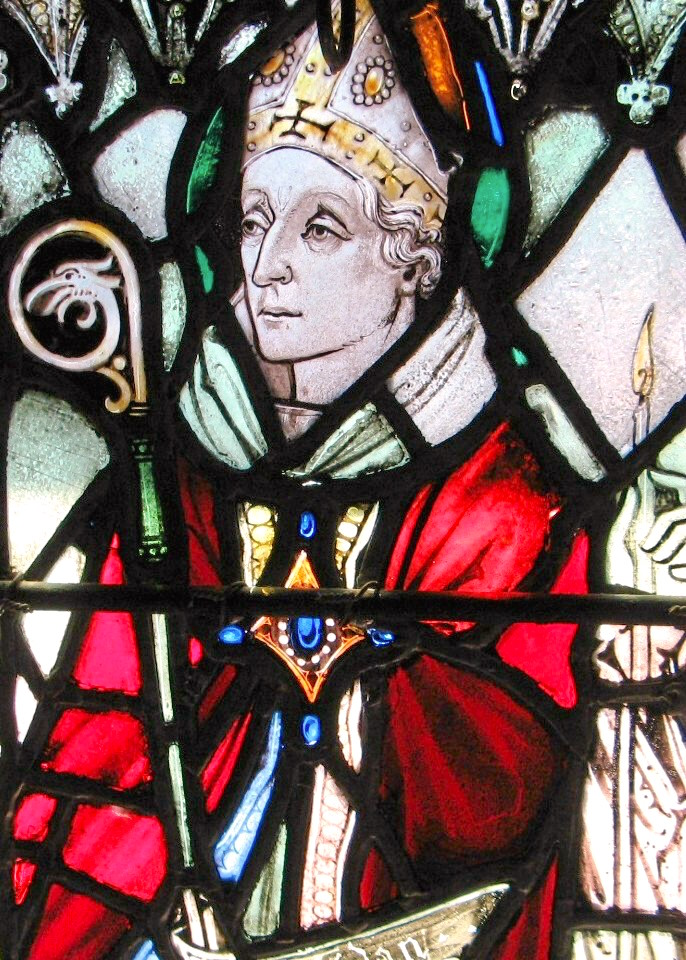
رسم للراهب الإيرلندي ايدين مؤسس وأول أسقف للدير في جزيرة ينديسفارن

في أواخر القرن السابع الميلادي، قام قساوسة ليندسفارن بإعداد مخطوطة تحتوي على نسخة لاتينية من الأناجيل، ثم نقلت أناجيل ليندسفارن الموجودة الآن في المكتبة البريطانية بلندن إلى تشستر ـ لي ـ ستريت بالقرب من درهام لحفظها آمنة، أثناء غارات الإسكندينافيين. وفي عام 970م أضاف سانت ألدرد ترجمة باللهجة النورثمبرية بين سطور المخطوطة اللاتينية.

### غارات الفايكينج

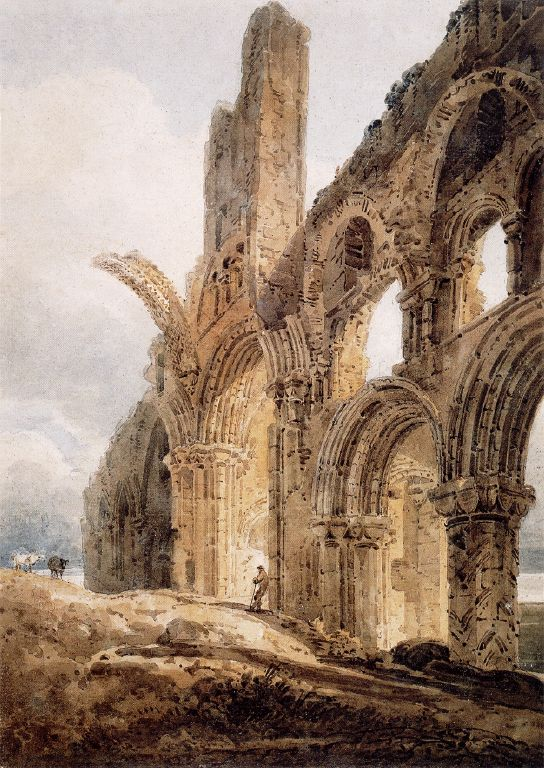
رسم لأنقاض دير ينديسفارن

في عام 793، قام مجموعة من ملاحي السفن والتجار والمحاربين الذين نشؤوا في المناطق الإسكندنافية بشن هجوم على السواحل البريطانية والفرنسية وتسببت غارات الفايكينج الوحشية على ينديسفارن بنشر الذعر والخراب في ذلك الحين ثم ولكنها أيضا كانت بداية فترة في التاريخ الأوروبي سميت بالعهد الفايكنج.

## السياحة في ليندسفارن
تعدّ جزيرة ليندسفارن منطقة ذات جمال طبيعي أخاذ على ساحل نورثمبرلاند، كما تم الاهتمام بالآثار وإقامة المتاحف للزوار.
كما توجد في لينديسفارن قلعة ينديسفارن الصغيرة ويمكن للزوار الوصول إليها عبر البر عند انخفاض المد عبر جسر، وتعدّ القلعة موقعا للتصوير لعدد من الأفلام مثل فيلم ماكبث عام 1971 البريطاني الأمريكي وهو فيلم درامي من إخراج رومان بولانسكي، استنادا إلى رواية وليم شكسبير بعنوان مأساة ماكبث.

## جمال الطبيعة في ليندسفارن

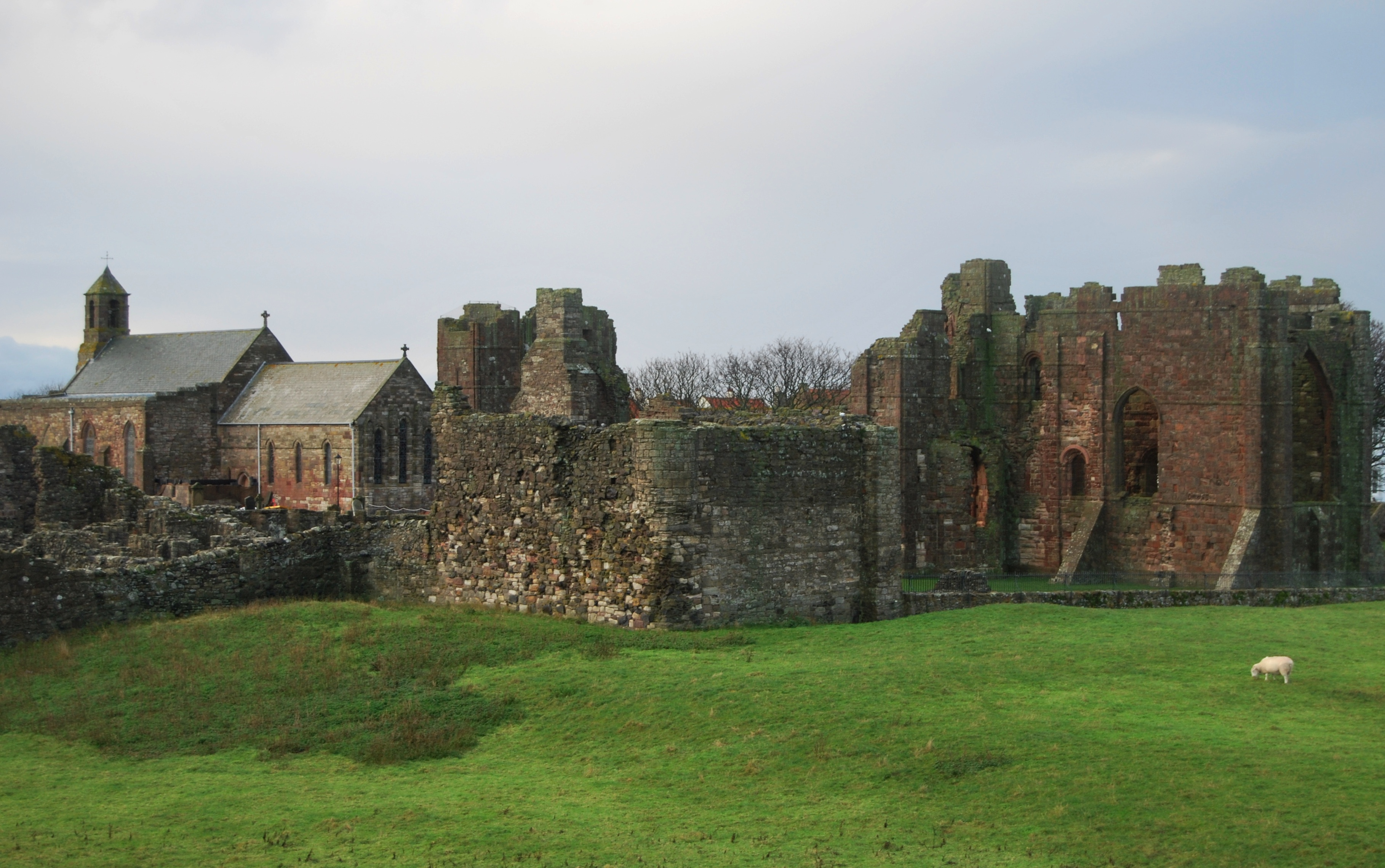
دير سانت ماريز في لينديسفارن
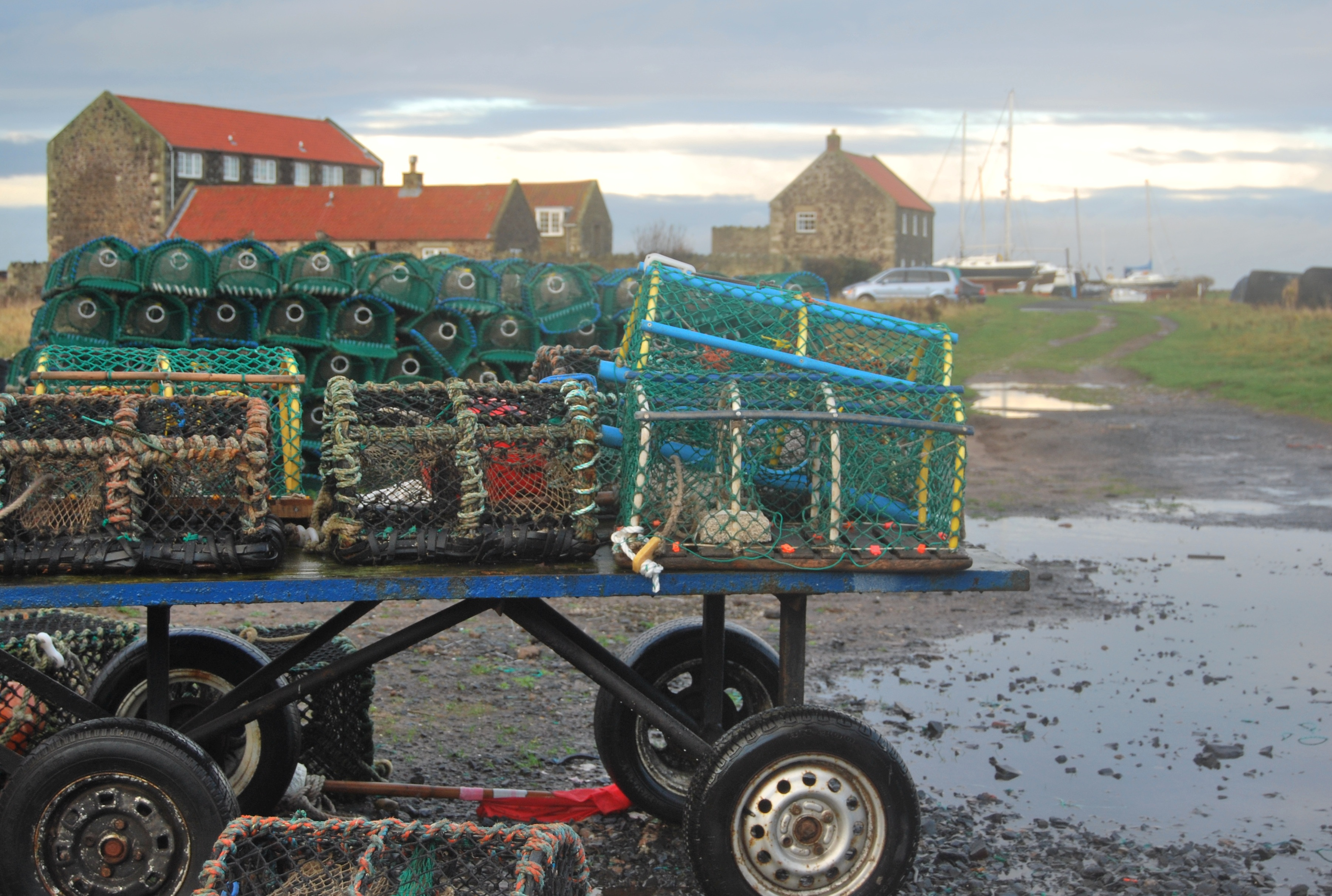
النقل البسيط في لينديسفارن
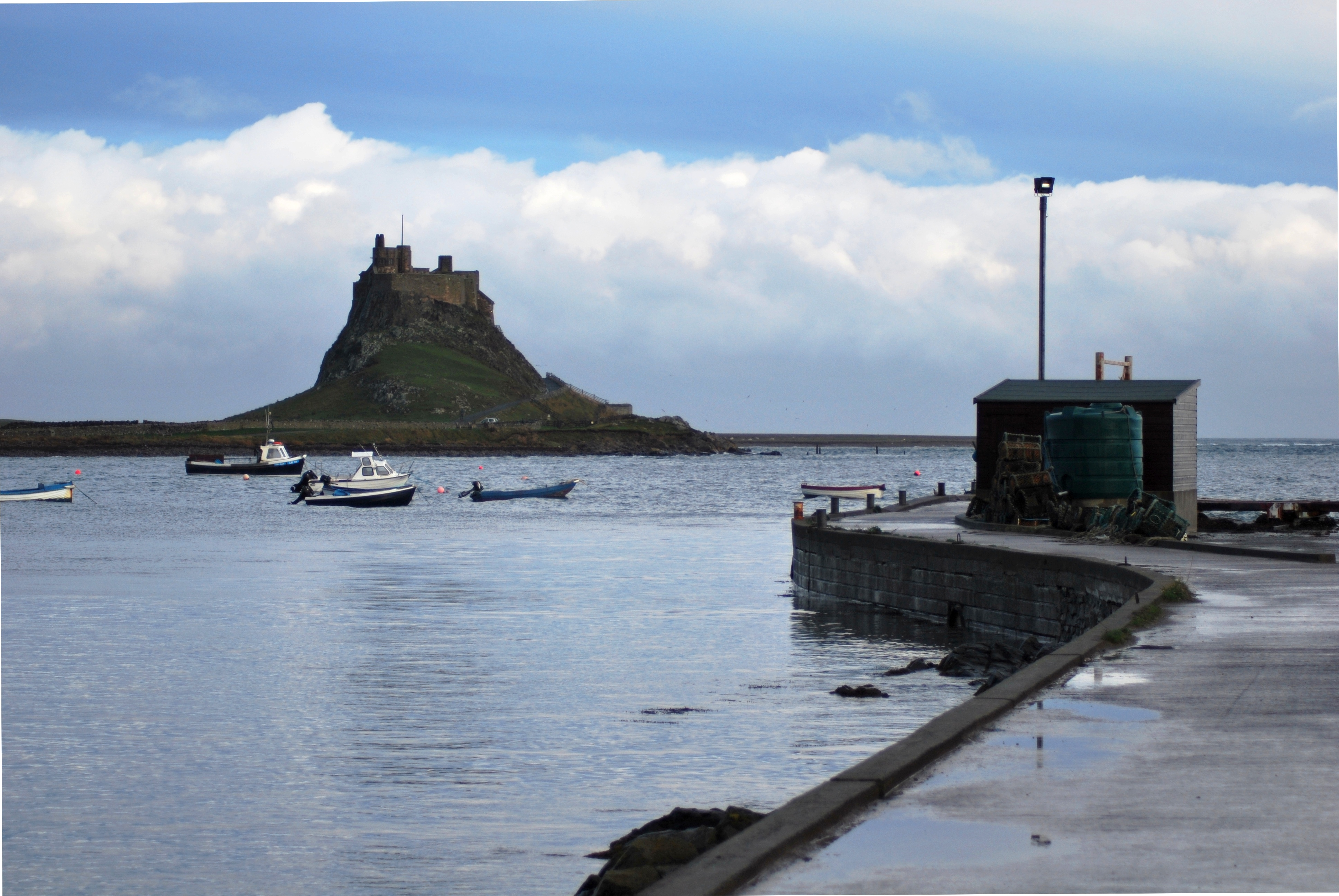
مكان صيد السمك
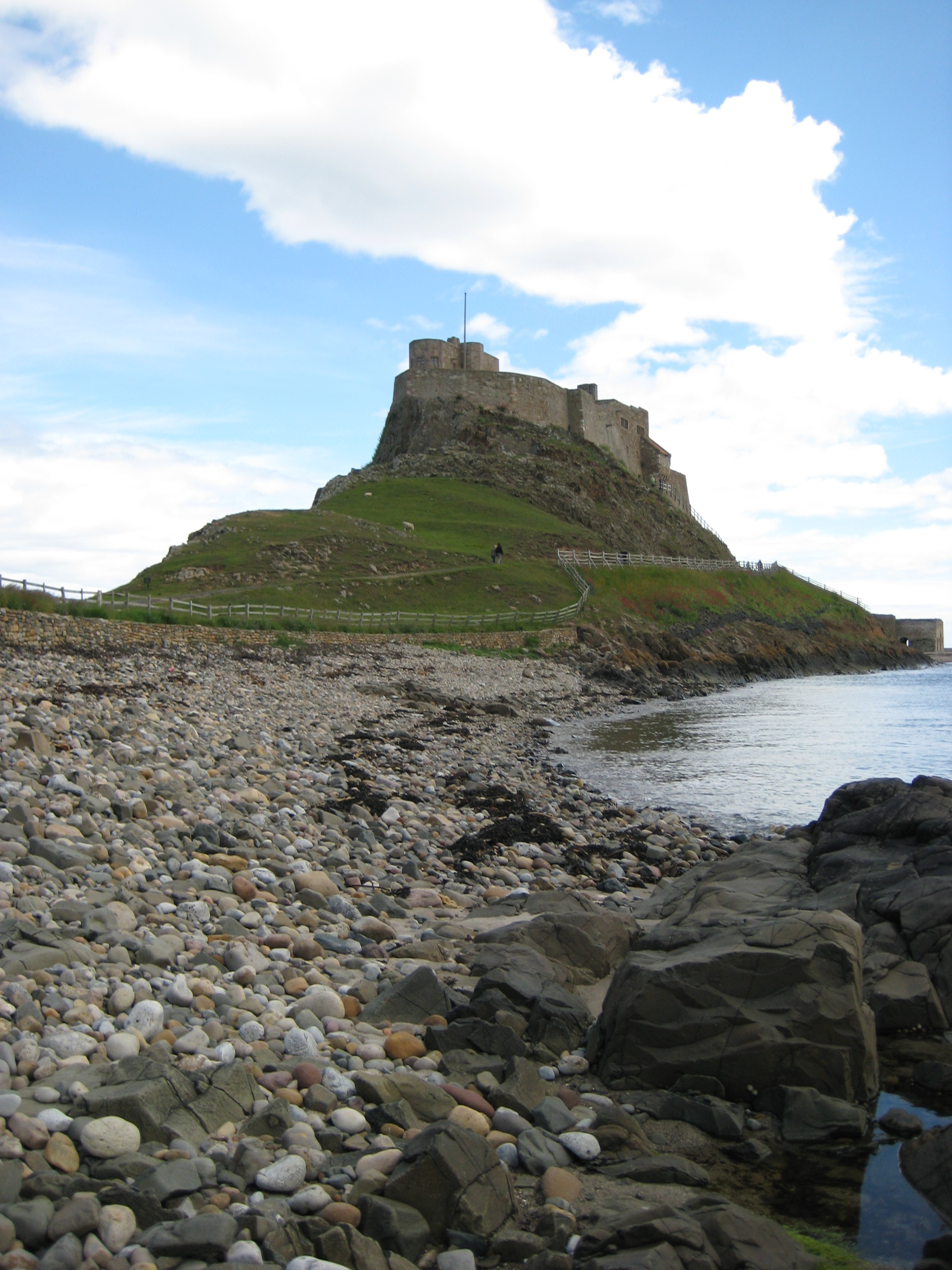
قلعة ينديسفارن